# Lijst van Europese bluegrassfestivals
Dit is een lijst van Europese bluegrassfestivals.
| Maand             | Festivalnaam                                                        | Plaats                                              | Land          |
| ----------------- | ------------------------------------------------------------------- | --------------------------------------------------- | ------------- |
| januari           | Lonesome Pine Indoor Country Festival                               | Sunne Värmland                                      | Zweden        |
| februari          | Gainsborough Old Time Festival                                      | Gainsborough                                        | Engeland      |
| maart             | Bristol Bluegrass Day                                               | Bristol                                             | Engeland      |
| maart             | Northern Picking Party                                              | Valthermond                                         | Nederland     |
| maart             | Bath International Music Festival                                   | Bath                                                | Engeland      |
| april             | International Workshop of Acoustic Music                            | Virton                                              | België        |
| april             | Bluegrass Camp Germany                                              | Fischbachau, München                                | Duitsland     |
| april             | Northampton Bluegrass Festival                                      | Northampton                                         | Engeland      |
| april             | Bluegrass Nature - Stage Bluegrass Intensif                         | Saint-Donat-sur-l'Herbasse                          | Frankrijk     |
| april             | Sore Fingers Week                                                   | Kingham                                             | Engeland      |
| april             | Stage Bluegrass en Gascogne                                         | Gondrin                                             | Frankrijk     |
| april/mei         | Kilkenny Rhythm 'n' Roots Festival                                  | Kilkenny                                            | Ierland       |
| mei               | Alie Rohling Festival "Pickers against Cancer"                      | Coevorden                                           | Nederland     |
| mei               | Venner Folk Frühling                                                | Venne                                               | Duitsland     |
| mei               | Oldtime Music Meeting                                               | Wippenhausen                                        | Duitsland     |
| mei               | Orwell Bluegrass Festival                                           | Orwell Crossing                                     | Engeland      |
| mei               | International Bühl Bluegrass Festival                               | Bühl                                                | Duitsland     |
| mei               | Italian Bluegrass Meeting                                           | Sarzana                                             | Italië        |
| mei               | Spring Bluegrass Festival                                           | Willisau                                            | Zwitserland   |
| mei               | Jamboree                                                            | Strakonice                                          | Tsjechië      |
| mei               | Internationales Kötzer Country Music Festival                       | Günzhalle                                           | Duitsland     |
| mei               | Sacrewell Spring Camp (Friends of American Oldtime Music and Dance) | Gainsborough                                        | Engeland      |
| mei               | EWOB Convention & Tradeshow                                         | Voorthuizen                                         | Nederland     |
| juni              | Coastline Bluegrass Music Event                                     | Bryn Ffanigl Ganol Farm, Dolwen, Llanddulas         | Wales         |
| juni              | Karl May Festtage                                                   | Radebeul                                            | Duitsland     |
| juni              | Hamawé Roots Festival                                               | Ethe/Virton                                         | België        |
| juni              | GrevenGrass Bluegrassfestival                                       | Greven                                              | Duitsland     |
| juni              | Boet'n Deure Festival                                               | Odoorn                                              | Nederland     |
| juni              | Spring Bluegrass Weekend                                            | nabij Parijs                                        | Frankrijk     |
| juni              | Ruotsinpyhtää Bluegrass Rendevous                                   | Helsinki                                            | Finland       |
| juni              | Big Bear Festival                                                   | Zuidlaren                                           | Nederland     |
| juni              | Banjo Jamboree                                                      | Čáslav                                              | Tsjechië      |
| juni              | Festival sur la Route de Tullins                                    | Isere                                               | Frankrijk     |
| juni              | The Open House Festival                                             | ?                                                   | Noord-Ierland |
| juni              | Trad en Fête                                                        | La Grange Rouge                                     | Frankrijk     |
| juni              | Bluegrass Večer                                                     | Horná Poruba                                        | Slowakije     |
| juni              | Rotterdam Bluegrass Festival                                        | Noordplein, Rotterdam                               | Nederland     |
| juni              | Low Countries Bluegrass Festival                                    | Oelegem, Vlaanderen                                 | België        |
| juni              | Westport Folk and Bluegrass Festival                                | Westport, Co. Mayo                                  | Ierland       |
| juni              | Tamworth Bluegrass Festival                                         | Tamworth, Staffordshire                             | Engeland      |
| juni              | East Anglian Bluegrass Festival                                     | Steeple Morden                                      | Engeland      |
| juni/juli         | Haapavesi Folk Festival                                             | Haapavesi                                           | Finland       |
| juni/juli         | TFF Rudolstadt (roots folk world music)                             | Rudolstadt                                          | Duitsland     |
| juli              | Torsåker Bluegrass Festival                                         | Torsåker                                            | Zweden        |
| juni/juli         | North Wales Bluegrass Festival                                      | Conwy                                               | Engeland      |
| juli              | Munich BlueGrass Festival                                           | München                                             | Duitsland     |
| juli              | Bluegrass Festival Gunderinseli                                     | Thun                                                | Zwitserland   |
| juli              | Athy Bluegrass Festival                                             | Athy                                                | Ierland       |
| juli              | Americana Festival                                                  | Newark                                              | Engeland      |
| juli              | Totaal Festival                                                     | Bladel                                              | Nederland     |
| juli              | Nääsville Bluegrass Festival                                        | Frölunda                                            | Zweden        |
| juli              | Risor Bluegrass Festival                                            | Risor                                               | Noorwegen     |
| juli              | XIV WESTERN PIKNIK 2011, Folk, Blues, Country & Bluegrass Festival  | Wolin Park, Sulomino                                | Polen         |
| juli              | Cerexhe Festival                                                    | Cerexhe                                             | België        |
| juli              | Cambridge Folk Festival                                             | Cambridge                                           | Engeland      |
| juli              | Country Rendez-Vouz de Craponne                                     | Craponne sur Arzon                                  | Frankrijk     |
| juli              | South Essex Bluegrass Festival                                      | Condovers Scout Camp Site, Tilbury, Thurrock, Essex | Engeland      |
| juli              | The Holford Arms Picking Weekend                                    | The Holford Arms, Knockdown, Gloucestershire        | Engeland      |
| juli/augustus     | Lonesome Pine Festival                                              | Canis-Lysvik                                        | Zweden        |
| augustus          | La Roche Bluegrass Festival                                         | La Roche-sur-Foron                                  | Frankrijk     |
| augustus          | International Bluegrass and Acoustic Music Festival                 | Abaliget                                            | Hongarije     |
| augustus          | Surrey Mini Bluegrass Festival                                      | Mickleham Village Hall                              | Engeland      |
| augustus          | Sacrewell Summer Camp (Friends of American Oldtime Music and Dance) | Gainsborough                                        | Engeland      |
| augustus          | Bluegrass Family Festival                                           | Stetten                                             | Zwitserland   |
| augustus          | Gränna Bluegrass Festival                                           | Gränna                                              | Zweden        |
| augustus          | Dunmore East Bluegrass Festival                                     | Dunmore East                                        | Ierland       |
| augustus          | Tonder Folk Festival                                                | Tonder                                              | Denemarken    |
| augustus          | Bluegrass Nature - Stage Bluegrass Intensif                         | Saint-Donat-sur-l'Herbasse                          | Frankrijk     |
| augustus          | Picnic Festival                                                     | Namen                                               | België        |
| augustus          | Didmarton Bluegrass Festival                                        | Kemble Airfield, Didmarton                          | Engeland      |
| augustus          | Appalachian and Bluegrass Music Festival                            | Omagh                                               | Noord-Ierland |
| september         | Bluegrass Marathonu                                                 | Borovanech u Tachova                                | Tsjechië      |
| september         | Int. Bluegrass Meeting Kulturgewächshaus Birkenried                 | Gundelfingen                                        | Duitsland     |
| september         | Sunny Mountain Bluegrass Festival                                   | Stettfurt                                           | Zwitserland   |
| september         | Gower Bluegrass Festival                                            | Parkmill, Gower, nabij Swansea                      | Wales         |
| september         | Sweet Sunny South Festival                                          | Hastings                                            | Engeland      |
| september         | Cornish Bluegrass Festival                                          | Newquay                                             | Engeland      |
| september         | Moniaive Michaelmas Bluegrass Festival                              | Moniaive, Dumfries                                  | Schotland     |
| september         | Banjoree European 5-String Banjo Meeting                            | Hagen                                               | Duitsland     |
| september         | Castle Picking Party                                                | Het Kasteel, Groningen                              | Nederland     |
| september/oktober | Bruff Bluegrass Festival                                            | Main St, Bruff, Co. Limerick                        | Ierland       |
| september/oktober | "Pick Your Passion", Adiaha's Bluegrass Camp                        | bij München                                         | Duitsland     |
| oktober           | Sore Fingers Weekend                                                | Kingham                                             | Engeland      |
| oktober           | Bluegrass Beeg Internationaal festival conventie en tradeshow       | Grevenbicht                                         | Nederland     |
| oktober           | Old Time Country Festival                                           | Breitisaal, Winkel                                  | Zwitserland   |
| november          | Al Ras Old-Time & Bluegrass Festival                                | Mollet del Valles, Barcelona                        | Spanje        |